# ウィリアム・ブルース (第6代エルギン伯爵)
第6代エルギン伯爵および第10代キンカーディン伯爵ウィリアム・ロバート・ブルース（英語: William Robert Bruce, 6th Earl of Elgin and 10th Earl of Kincardine、1764年1月28日 – 1771年7月15日）は、グレートブリテン王国の貴族。

## 生涯
第5代エルギン伯爵および第9代キンカーディン伯爵チャールズ・ブルースとマーサ・ワイト（Martha Whyte）の息子として、1764年1月28日に生まれた。
1771年5月14日に父が死去すると、エルギン伯爵とキンカーディン伯爵の爵位を継承したが、自身も同年7月15日に早世、弟トマスが爵位を継承した。